# Histoire De Melody Nelson
Az 1971-es Histoire de Melody Nelson Serge Gainsbourg nagylemeze. Sok kritikus és rajongó Gainsbourg legjobban sikerült albumának tartja. A lemez megjelenése után minden dalhoz videóklip készült, melyek Melody címen jelentek meg egy rövid musical formájában. Az album szerepel az 1001 lemez, amit hallanod kell, mielőtt meghalsz című könyvben.

## Az album dalai
|    | Cím                      | Szerző(k)                             | Hossz |
| -- | ------------------------ | ------------------------------------- | ----- |
| 1. | Melody                   | Serge Gainsbourg                      | 7:32  |
| 2. | Ballade de Melody Nelson | Jean-Claude Vannier                   | 2:00  |
| 3. | Valse de Melody          | Serge Gainsbourg                      | 1:31  |
| 4. | Ah! Melody               | Jean-Claude Vannier                   | 1:47  |
| 5. | L'hôtel particulier      | Serge Gainsbourg                      | 4:05  |
| 6. | En Melody                | Jean-Claude Vannier, Serge Gainsbourg | 3:25  |
| 7. | Cargo culte              | Serge Gainsbourg                      | 7:37  |

## Közreműködők
- Alan Parker – gitár
- Brian Odgers – basszusgitár
- Douglas Wright – dob
- Alan Hawkshaw – zongora
- Jean-Claude Vannier – hangszerelés, karmester
- Jane Birkin – ének

## Fordítás
Ez a szócikk részben vagy egészben a Histoire de Melody Nelson című angol Wikipédia-szócikk ezen változatának fordításán alapul.  Az eredeti cikk szerkesztőit annak laptörténete sorolja fel. Ez a jelzés csupán a megfogalmazás eredetét és a szerzői jogokat jelzi, nem szolgál a cikkben szereplő információk forrásmegjelöléseként.